# Ueberstorf
Ueberstorf je obec v kantonu Fribourg, v okrese Sense. Žije zde  obyvatel.

## Geografie
Ueberstorf leží v nadmořské výšce 658 m, 13 km vzdušnou čarou východně od hlavního města kantonu, Fribourgu. Vesnice se rozkládá na mírně k severozápadu svažité náhorní plošině molasové plošiny mezi údolími řek Sense na východě a Tafersbach (Taverna) na západě, na okraji bývalé bažinaté nížiny, v kopcovité krajině východní části Fribourské plošiny.
Rozloha obce o velikosti 16,3 km² zahrnuje část molasového kopcovitého území západně od řeky Sense, v nejvzdálenějším severovýchodním cípu kantonu. Území je na východě a severu ohraničeno údolím Sense, přičemž hranice na severu nesahá až do údolí. Zejména ve východní a jihovýchodní části je tok řeky hluboce zaříznut do molasových vrstev a je doprovázen strmými svahy, které jsou částečně protkané pískovcovými skalami.
Nejvyšší bod Ueberstorfu je takzvaná Höchi s nadmořskou výškou 818 m. Směrem na jihovýchod klesá relativně strmě k řece Sense, zatímco na severozápadě má jen mírně svažité svahy a postupně přechází v zvlněnou kopcovitou krajinu Ueberstorfu, která leží v průměrné nadmořské výšce asi 650 m. Tato vysočina je na severu odvodňována potokem Würibach přes Wolfsgraben do potoka Tafersbach. Na jihozápadě obce zahrnuje obecní území část asi 500 m široké a 2 km dlouhé terénní prohlubně Mooses, která původně představovala bažinatou nížinu, ale dnes je odvodněna. Tato kotlina je odvodňována údolím Ledäu mezi vrcholy Blattera (714 m n. m.) a Mischlera (720 m n. m.) směrem na západ rovněž do potoka Tafersbach. V roce 1997 tvořily 7 % rozlohy obce zastavěné plochy, 18 % lesy a háje, 74 % zemědělská půda a něco málo přes 1 % neproduktivní půda.
Sousedními obcemi jsou Heitenried, Tafers a Wünnewil-Flamatt v kantonu Fribourg a také Neuenegg, Köniz a Schwarzenburg v kantonu Bern.

## Historie

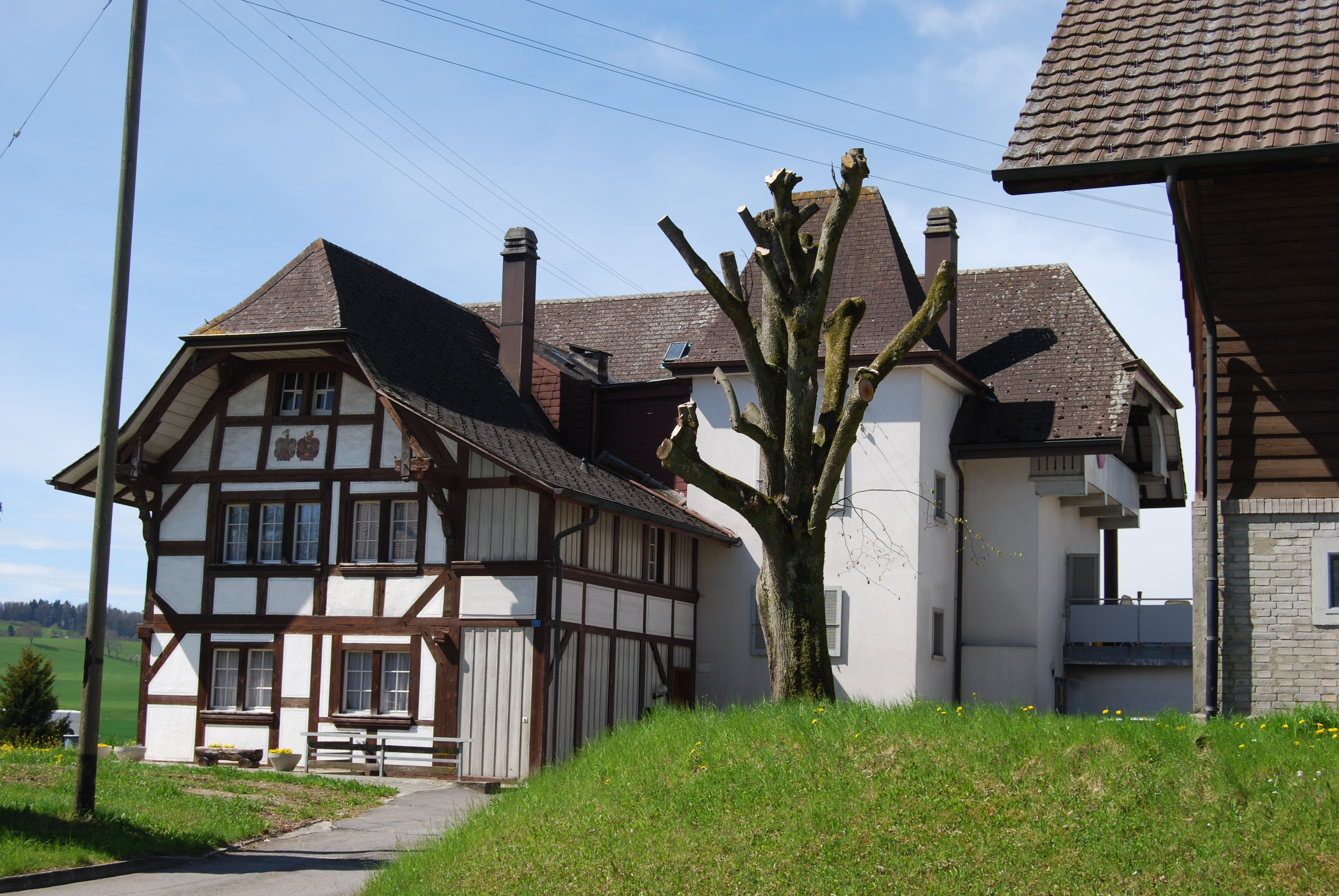
Tradiční architektura v obci

První písemná zmínka o místě na území obce Ueberstorf pochází z roku 1143, kdy jsou zmíněni pánové z Mettlenu, kteří založili malé panství, které postupně podléhalo hrabatům z Kyburgu, Habsburku a Thiersteinu. Centrem panství Mettlen byl dnes již neexistující hrad u Obermettlenu. Ueberstorf je poprvé zmíněn v roce 1226 jako Ibristorf, což znamená vesnice Iburina (alémanské jméno osoby). Později se název obce vyvinul přes Jeberinsdorf a Übristorf do dnešního Ueberstorfu.
Nejpozději v roce 1442 přešlo území koupí od hrabat z Thiersteinu pod vládu Fribourgu a bylo přiřazeno k panství Alten Landschaft. V průběhu 15. století se Ueberstorf stal centrem této oblasti poté, co vymřela rodina pánů z Mettlenu. Do roku 1538 patřila k Ueberstorfu také vesnice Albligen. Poté, co obyvatelé Albligenu konvertovali k nové víře, byla vesnice vyčleněna a připojena k panství Grasburg (dnes patřící kantonu Bern).
Po pádu Staré konfederace (1798) patřil Ueberstorf během Helvétské republiky a v následujícím období k okresu Freiburg a od roku 1831 k německému okresu Freiburg, než byl v roce 1848 s novou kantonální ústavou začleněn do tehdy nově vytvořeného okresu Sense.

## Obyvatelstvo
| Rok            | 1445 | 1668 | 1811 | 1850 | 1900 | 1950 | 2000 |
| Počet obyvatel | 196  | 483  | 801  | 1163 | 1515 | 1721 | 2115 |

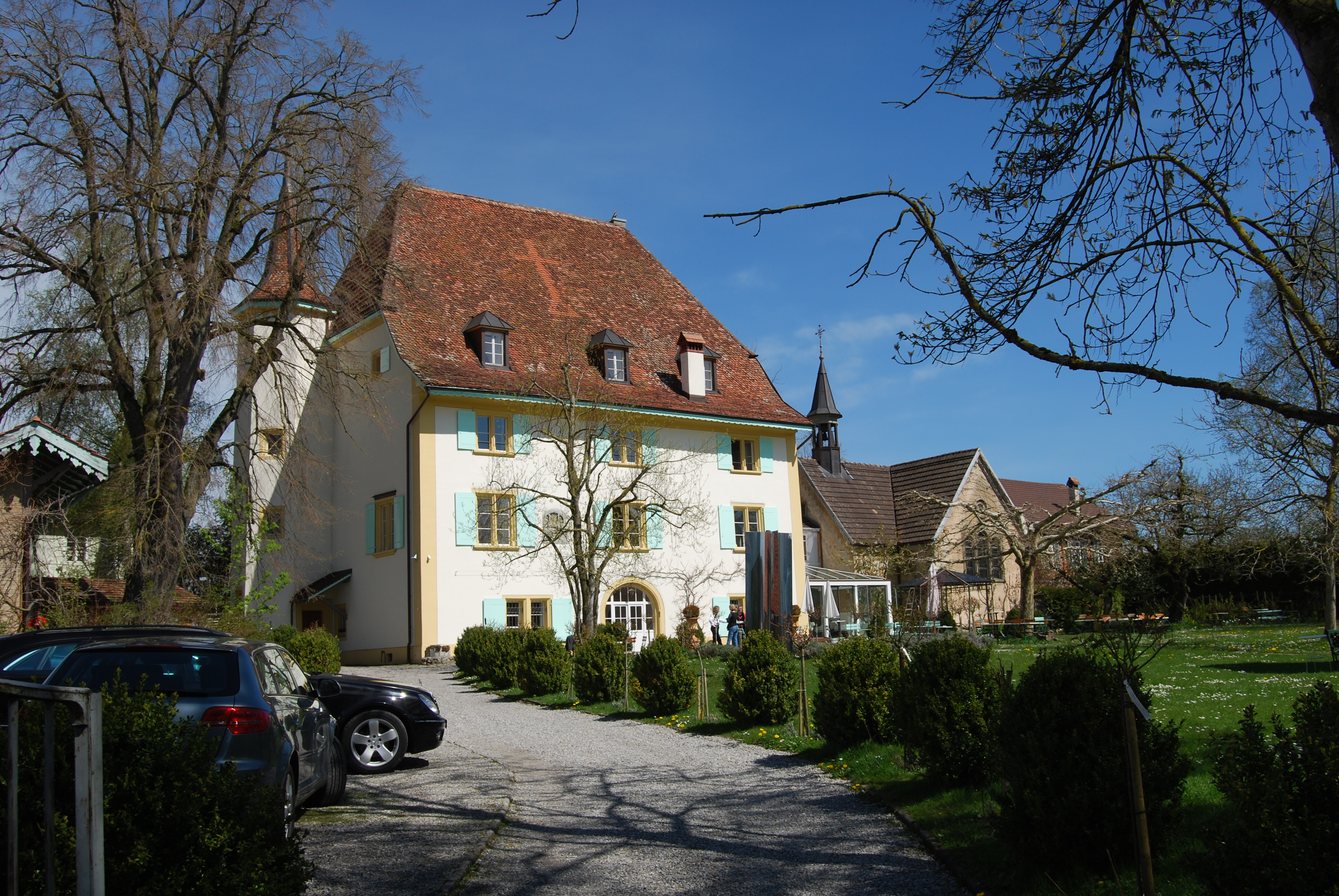
Zámeček Englisberg

Většina obyvatel (k roku 2000) hovoří německy (97,1 %), druhým nejčastějším jazykem je francouzština (0,9 %) a třetím italština (0,2 %).

## Hospodářství
Až do druhé poloviny 20. století byla obec Ueberstorf převážně zemědělskou obcí. V obci je dosud provozován chov dobytka, produkce mléka, zemědělství a ovocnářství. Další pracovní místa jsou k dispozici v místním malém průmyslu a ve službách. V Ueberstorfu sídlí podniky zabývající se dřevařstvím, stavebnictvím a dopravou, elektrotechnikou, zahradnictvím, mechanickými dílnami a sýrárnami. V posledních desetiletích se vesnice díky své atraktivní poloze stala také rezidenční obcí. Mnoho pracujících proto dojíždí za prací, hlavně do oblasti Bernu a Fribourgu.

## Doprava
Obec má velmi dobré dopravní spojení. Leží na hlavní silnici z Flamattu do Schwarzenburgu. Nejbližší napojení na dálnici A12 (Bern–Vevey) se nachází asi 4 km od centra obce. Díky spoji Postauto, který obsluhuje trasu z Flamattu do Albligenu, je Ueberstorf napojen na síť veřejné dopravy.